# Llac Fucin
El Llac Fucin (en italià: Lago Fùcino o Lago di Celano; en llatí: Lacus Fucĭnus) fou un llac de conca endorreica situat a la Itàlia central. Anava d'Avezzano, al nord, fins a Ortucchio, al sud-est, i a la vora de Trassacco al sud-oest, encara que la ciutat més coneguda de la seva riba era Celano. Va ser el tercer llac més gran d'aquest país, però la construcció d'un canal el 1877 el va assecar.

## Etimologia
Aquest llac, segons el poeta grec Licòfron, es deia antigament Forcos (grec antic: Φόρκος, 'lluminós'). Era situat dins el territori dels marsos, encara que, segons certs autors antics, era del territori dels volscs, que en memòria de la derrota infligida pels romans entre el llac i la població de Celano era anomenat també llac de Celano.
En realitat, la paraula llatina Fucinus es relaciona amb l'ètnia dels Fūcentēs, que segons Plini el Vell eren part dels marsos i habitaven d'antic els marges d'aquest riu. Fūcinus podria derivar d'una base *fūk- (que també presenta les formes *feuk- o *peuk-), la qual es pot trobar també en el nom de Peucècia, una antiga regió de l'Apúlia, i que tindria el significat de 'lloc fangós'.
Segons una altra proposta etimològica, vindria de l'accadi i estaria format per dos termes: pû ('boca, obertura') i ini ('font, aigua'), per tant voldria dir 'boca d'aigua'. Entre ambdós termes, per eufonia, s'insereix l'oclusiva prepalatal sorda c.

## En la literatura

### Mitologia
El poeta Virgili l'esmenta en la seva obra èpica Eneida, en el llibre VII, en relació amb Umbre, el sacerdot mort tràgicament en una batalla.

### Història

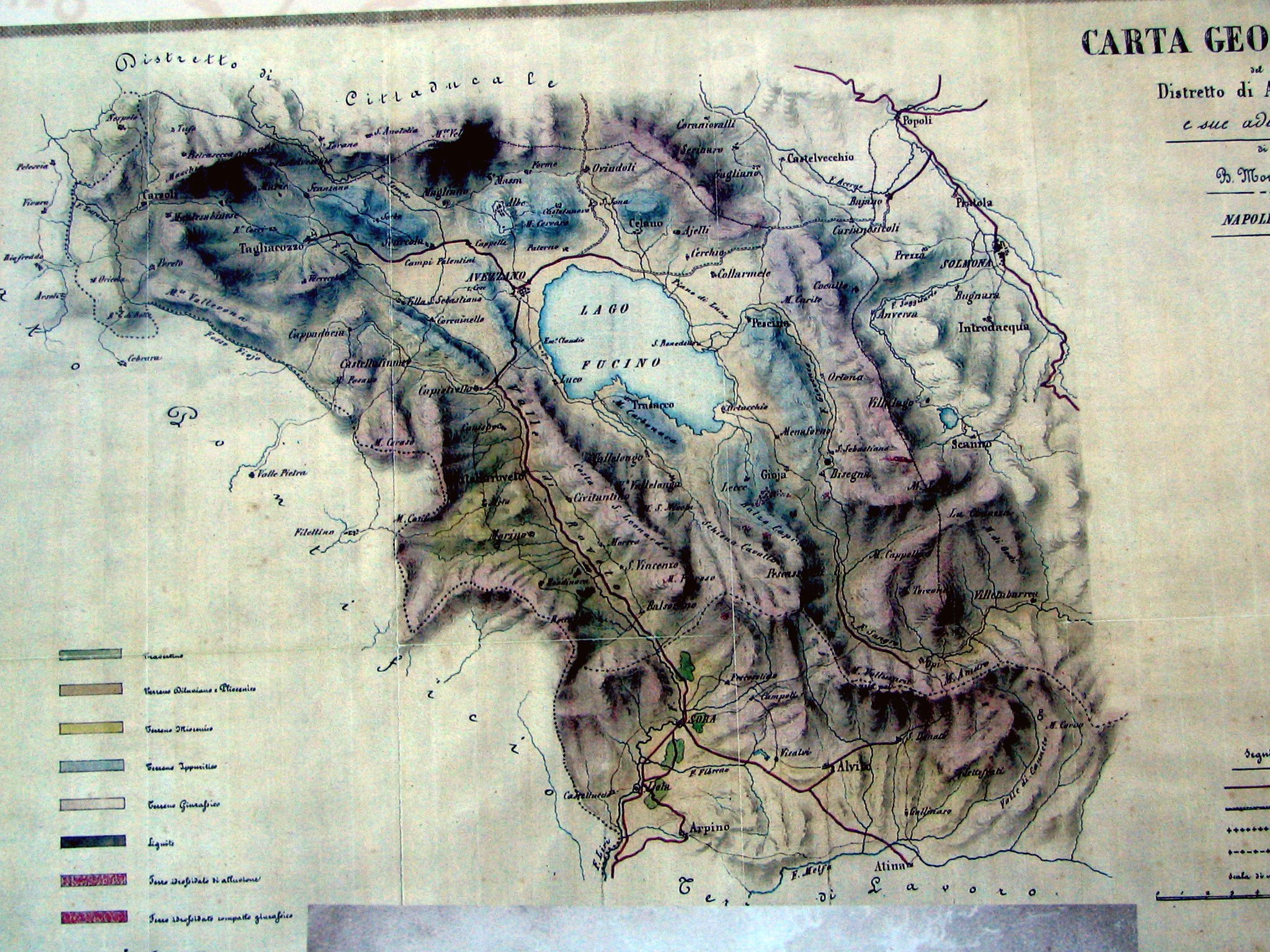
Mapa antic del llac

És conegut perquè va ser el lloc d'una famosa batalla l'any 89 aC, en el context de la guerra social, en què el cònsol Luci Porci Cató Salonià va morir a mans dels marsos. En aquell temps, encara que les seves aigües proveïen un sòl fèrtil per als conreus, es creu que també era font de malària i, com que no tenia desguàs natural, sovint es desbordava i malmetia la collita. L'emperador Claudi va provar de controlar el nivell del llac excavant un túnel a 5,6 km que travessava el Mont Salvià, per al qual va requerir 30.000 treballadors i onze anys, però que no va resoldre el problema. En acabar, l'obra es va celebrar amb una naumàquia Cassi Dió narra que, quan es va esfondrar una part del túnel, un ciutadà anomenat Narcís que s'encarregava de les obres va ser culpat del desastre, perquè es creia que s'havia quedat part dels diners i, per això, no estava ben feta.

## El problema del drenatge

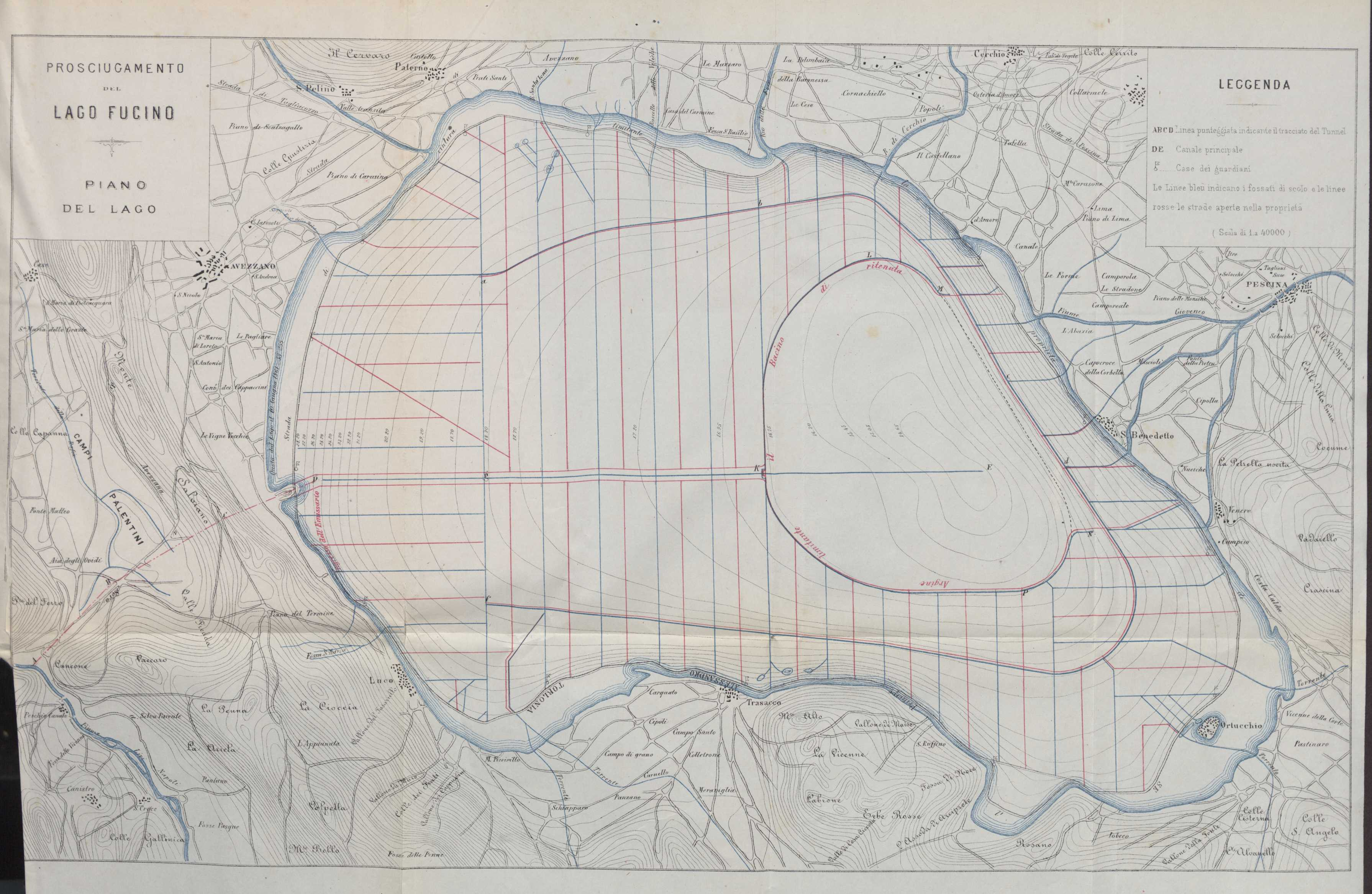
Pla de drenatge del llac, 1875

El llac original tenia una àrea de fluctuació d'uns 140 km², que amb la iniciativa de Claudi podria haver-se reduït a uns 90 km². Hadrià va fer construir un altre canal més fondo, a 4,5 km, que va reduir l'àrea a 57 km². Al segle xix es va construir un altre seguint la mateixa ruta que el de l'època romana, el qual va destruir la majoria de les restes arqueològiques del túnel primitiu, motiu pel qual no es pot estudiar amb certesa l'aprofitament del túnel de Claudi. La part que s'ha conservat mostra que a 1 km del llac, el túnel tenia 7,5 m de fondària, 19,5 m d'amplada en la part alta, i 4,5 m d'amplada a la base. Tenia un pendent del 0,05% (un gradient d'un a vint).
La caiguda de l'imperi va tenir com a conseqüència un abandonament en les obres de manteniment del sistema de drenatge. Els sediments i la vegetació van acabar per bloquejar el pas de l'aigua pel canal.

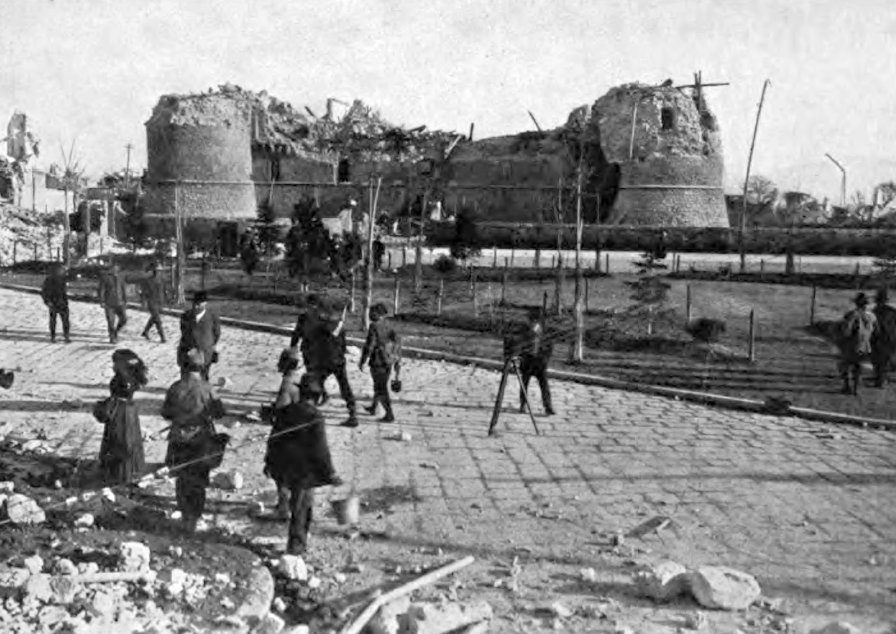
El castell dels Orsini, a Avezano, després el terratrèmol del 1915.

Un terratrèmol va causar un trencament en el canal i un abocament de les terres de la riba d'uns 30–35 cm a la zona d'entrada del túnel. Les investigacions sobre la falla que va produir el terratrèmol han mostrat que ja hi havia acumulades grans quantitats de sediments abans que això passés. Es creu que va ser el mateix terratrèmol que va causar danys a la ciutat de Roma i va malmetre el Colisseu, probablement poc abans de l'any 508. És possible que cap a finals del segle vi el llac tornés llavors al seu cicle incontrolat de l'època pre-Clàudia i que ocupàs la mateixa àrea.
Hi ha indicis que suggereixen que hi va haver proves per fer un nou drenatge al segle xiii i també al xv, però sense aconseguir-ho.
Al segle xix, el príncep Alessandro Torlonia va encomanar a l'enginyer suís Jean François Mayor de Montricher un sistema de drenatge. El 1862 es van iniciar les obres per fer un canal de 6,3 km de llargada i 21 m d'amplada i, passats més de 13 anys, el llac va quedar completament sec. La plana resultant és una de les regions més fèrtils d'Itàlia. Les restes arqueològiques que s'hi van trobar es conserven actualment a la col·lecció Torlonia. La zona del llac va patir un altre terratrèmol el 1915.

## La plana del Fucino
La plana que ocupa l'espai de l'antic llac s'anomena plana del Fucino. Es tracta d'una fossa tectònica que es va formar durant l'orogènesi dels Apenins, entre el Pliocè i el Quaternari.

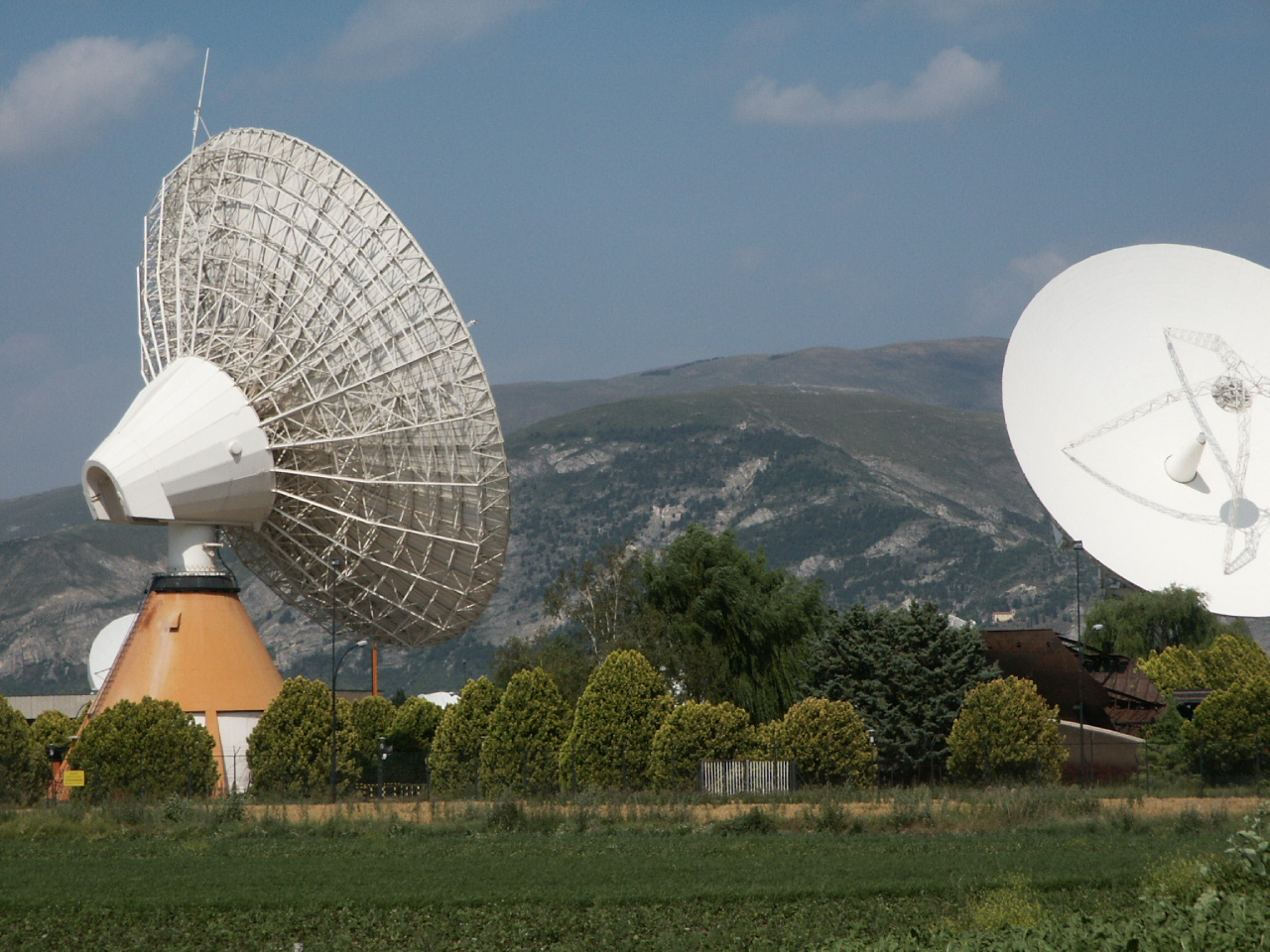
Antenes parabòliques de la plana del Fucino.

Aquest altiplà està aprofitat per l'agricultura, en especial per la producció d'hortalisses com la pastanaga i la patata que tenen denominació d'origen reconeguda. S'han afegit nombrosos petits canals artificials per al repartiment del reg. Un altre aprofitament és la construcció el 1963 en aquest lloc del centre espacial Piero Fanti, per comunicacions amb satèl·lits del conjunt Telespaizio Spa (format per les empreses Leonardo, 67%, i Thales, 33%).

## Morfologia del llac
El seu únic afluent era el riu Giovenco, que ara desguassa en el canal, el qual arribava pel nord-est. Altres zones de recollida d'aigües eren el massís del Velino-Sirente al nord i les muntanyes Marsicanes al sud. En diversos punts l'aigua penetrava cap al subsol i va crear formacions càrstiques. Les fluctuacions del nivell són atribuïdes no tant al drenatge càrstic o als moviments tectònics que afecten la zona, com més aviat a les variacions climàtiques, en particular als canvis estacionals de les precipitacions i a la insolació produïda pels paràmetres orbitals de la Terra (la precessió dels equinoccis i l'obliqüitat de l'eclíptica).
Al segle xix el llac va presentar la màxima variació que es coneix: 12,69 m de retrocés en vint anys. Els estudis de Giraudi han permès situar la línia que la riba tenia, en el període immediatament precedent, en l'isohipsa 660. No és possible establir amb precisió les variacions durant la protohistòria del llac, però probablement no es devia allunyar gaire de la del segle xix, anterior a les obres. Segons aquest autor, entre fa uns 33.000 i 18/20.000 anys hi va haver un augment general del nivell, possiblement el màxim assolit, que va anar seguit d'un període de baixada fa uns 7.500-6.500 anys, una elevació fa uns 5.000 anys, una altra baixada fa 2.800 anys, una nova pujada fa 2.300 anys, una baixada fa 1.800 anys, que va continuar fins al segle xvii de la nostra era. Durant la petita era glacial del període 1750-1861 es va produir la darrera elevació del nivell.